# Gabriele Rittig (Autorin)
Gabriele Rittig (* 18. Juni 1971 in Wien) ist eine österreichische Kinder- und Jugendbuchautorin.

## Leben
Sie besuchte die Gastgewerbefachschule in Wien und arbeitete anschließend im Gastgewerbe. Ab 1996 leitete sie eine englische Bildagentur in Österreich. In ihrer dritten Babypause begann sie Geschichten für ihre Kinder zu schreiben. Seit 2003 arbeitet sie als freie Schriftstellerin und Übersetzerin.
Sie lebt mit ihrem Mann und ihren drei Töchtern in Pressbaum bei Wien.

## Bücher (Auswahl)
- Fred & Paul – eine Schuhfreundschaft. G & G Kinder- u. Jugendbuch, ISBN 3-7074-0132-4.
- Lotta, die kleine Hose. G & G Kinder- u. Jugendbuch, ISBN 3-7074-0129-4.
- Patrizio, der Ängstliche Pyjama. G & G Kinder- u. Jugendbuch, ISBN 3-7074-0148-0.
- Verschwörung gegen den Pharao. G & G, Wien 2004, ISBN 3-7074-0231-2.
- Verschwörung gegen Julius Cäsar. G & G, Wien 2005, ISBN 3-7074-0269-X.
- Die Verschwörung des Kara Mustafa. G & G, Wien 2006, ISBN 3-7074-0315-7.
- Rettet Richard Löwenherz. G & G, Wien 2007, ISBN 3-7074-0377-7.

## Hörspiel
- Kitty Kobold geht auf Reisen. Sprecherin: Gabriele Rittig, Musik: Café Jolesch. Mono Verlag, Wien 2013, ISBN 978-3-902727-50-3

## Auszeichnungen
- 2004: Zehn besondere Bücher zum Andersentag für Verschwörung gegen den Pharao.